# Нешко Ігор Володимирович
І́гор Володи́мирович Нешко (12 січня 1978 — 8 листопада 2015) — старший прапорщик Державної прикордонної служби України, учасник російсько-української війни.

## Життєпис
Народився 1978 року в місті Чернігів, де 1993-го закінчив навчання в ЗОШ № 12, навчався в Чернігівському музичному училищі імені Ревуцького, грав на саксофоні. 1997 року вступив до Львівського військового інституту при Національному університеті «Львівська політехніка», здобув базову вищу освіту бакалавра за спеціальністю «військовий диригент». По тому закінчив Київський національний університет культури і мистецтв, здобувши вищу музичну освіту — за спеціальністю викладача музики та диригента оркестру.
Мав досвід військової служби музикантом, 2010 року пішов на прикордонну службу. Служив на посаді інспектора відділу прикордонної служби «Добрянка», Чернігівського прикордонного загону. Тільки протягом 2014-15 років виявив та припинив 5 спроб перетину державного кордону незаконними мігрантами, 8 порушень іноземцями й особами без громадянства правил перебування в Україні. Також припинено 2 спроби виїзду за кордон транспортних засобів із підробленими документами та виявлено громадянина, що перебував у розшуку правоохоронними органами.
Зголосився добровольцем у зону проведення антитерористичної операції, розвідник — гранатометник оперативно-бойової прикордонної комендатури «Чернігів» Краматорського прикордонного загону; на передовій перебував з червня 2015 року. В жовтні 2015-го нагороджений нагрудним знаком «За мужність в охороні державного кордону».
8 листопада 2015 поблизу смт Курахівка зміна прикордонних нарядів, що слідувала до КПВВ «Георгіївка» на службовому автомобілі «Кугуар», потрапила у ДТП, під час руху транспортний засіб злетів у кювет та перекинувся. Ігор Нешко загинув, ще 6 прикордонників зазнали травм різного ступеню важкості.
Похований на міському кладовищі Чернігова. 22 липня 2017 року на його могилі відкрито пам'ятний знак.
Без Ігоря лишилися мама Людмила Житнікова, вагітна на той час дружина Юліна, згодом народився син. 18 липня 2018 року Юліна Журавель трагічно загинула в дорожньо-транспортній пригоді у Києві.

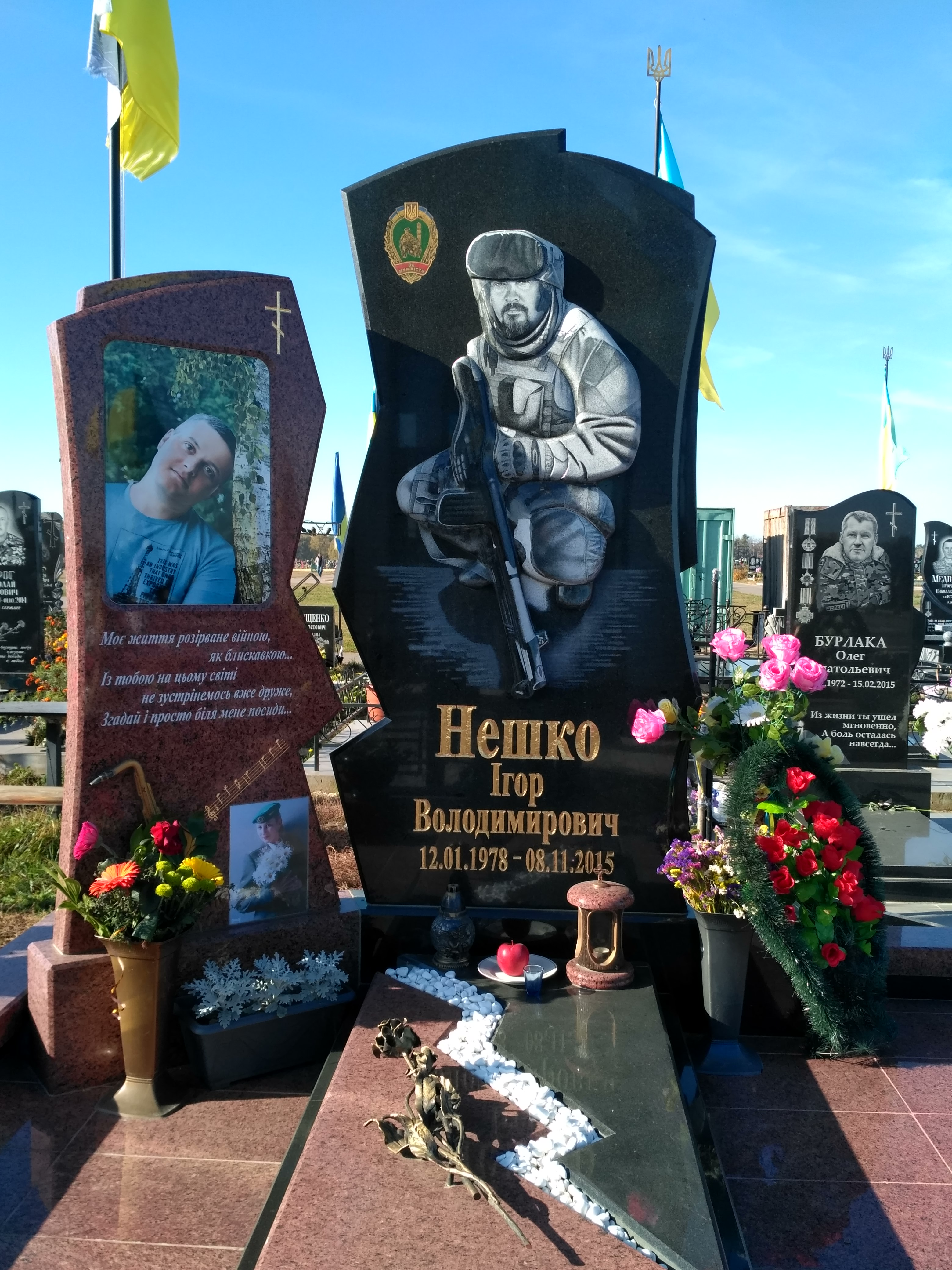
Могила Ігоря Нешка. Кладовище Яцево

## Нагороди та вшанування
- нагрудний знак «За мужність в охороні державного кордону»
- 24 липня 2015 року за зразкове виконання бойових завдань в зоні АТО нагороджений відомчою медаллю «105-й Ризький орденів Червоного Прапора та Червоної Зірки прикордонний загін».
- відзнака Президента України «За участь в антитерористичній операції» (посмертно).
- Спілкою ветеранів АТО та силових структур України «Щит Батьківщини» нагороджений медаллю «За оборону Донбасу» (посмертно).
- Спілкою ветеранів АТО та силових структур України «Щит Батьківщини» нагороджений медаллю «За службу на Донбасі» І ступеня (посмертно).
- 17 липня 2020 року посмертно удостоєно Почесною відзнакою Чернігівської обласної ради «За мужність і вірність Україні».
- 8 листопада 2016 року на будівлі Чернігівської загальноосвітньої спеціалізованої школи фізико-математичного профілю №12 відкрито та меморіальну дошку на честь Ігоря Нешка.
- 2 жовтня 2017 року на будівлі Чернігівського музичного коледжу ім. Левка Ревуцького відкрито меморіальну дошку на честь Ігоря Нешка та Володимира Близнюка; крім того, всередині навчального закладу встановлено меморіальний стенд.
- Портрет героя розміщено на меморіалі "Стіна пам'яті полеглих за Україну" у Києві: секція 7, ряд 9, місце 33.